# USS Tang (SS-306)
USS Tang (SS-306) je bila najuspešnejša vojaška podmornica Vojne mornarice ZDA med drugo svetovno vojno.
Tang se je zapisala v zgodovino tudi kot podmornica, ki jo je potopil lastni torpedo (le-ta je bil izstreljen proti japonski ladji, a je zaradi okvare zgrešil cilj in se v krogu vrnil proti Tangu ter ga potopil).